# Chloe Rayner
Chloe Amelia Rayner (ur. 18 września 1996) – australijska judoczka. Olimpijka z Rio de Janeiro 2016, gdzie zajęła siedemnaste miejsce w wadze ekstralekkiej.
Startowała w Pucharze Świata w latach 2011 - 2016. Zdobyła pięć medali na mistrzostwach Oceanii w latach 2012 - 2016. Brązowa medalistka igrzysk Wspólnoty Narodów w 2014, a także mistrzostw Wspólnoty Narodów w 2012. Mistrzyni Australii w 2011, 2012 i 2013 roku.

## Letnie Igrzyska Olimpijskie 2016
| Konkurencja | Eliminacje             | Klas. końcowa |
| Konkurencja | Przeciwnik I           | Miejsce       |
| ----------- | ---------------------- | ------------- |
| 48 kg       | Laëtitia Payet (FRA) P | 17.           |